# Szemantikus emlékezet
A szemantikus emlékezet az emberi deklaratív emlékezet egyik alapvető típusa, melyen belül elkülöníthetünk személyes szemantikát (tényszerű adatok adott személy múltjáról, amelyek nem feltétlenül kapcsolhatók egy meghatározott eseményhez), a világ tényeiben, történéseiben, közismert személyiségeinek életében való jártasság, valamint általános szemantikát (a tárgyak használatával, a szavak jelentésével, fogalmakkal és kategóriákkal kapcsolatos ismeretek). A szemantikus emlékezet tudásunk alapja, ami könnyen és gyorsan hozzáférhető.

## Kezdeti vizsgálódások
A pszichológián belül az 1970-es évek óta foglalkoznak a szemantikus emlékezet kutatásával. Az elsődleges megközelítések a szemantikával kapcsolatban a nyelvészet területéről fakadtak. Kezdetben Whorf feltételezése az volt, hogy a nyelv olyan fogalmi keretet biztosít, amely önmagában meghatározza, mit látunk, de ezt többen is megcáfolták (köztük Rosch) eredményeikkel. Rámutattak arra, hogy nem a nyelv formálja az elénk táruló világot, hanem éppen a perceptuális jellegzetességek határozzák meg nyelvünket.

## A szemantikus tudás helye az emlékezetben

### Emlékezet
- Explicit
  - Epizodikus
  - Szemantikus
- Implicit
  - Készségek
  - Erőfeszítés
  - Kondicionálás
  - Nem asszociatív

## Fogalmi hierarchiák: tudásunk szerveződése
A fogalmak hierarchikusan szerveződnek: egy tárgy többféle szinten rendelhető csoportokba. A hierarchia három fokozata: fölérendelt, alap-, alárendelt szint. Az alapszint legtöbb megkülönböztethető értékű tulajdonsággal bír.

## Fogalmi tudásunk és annak kategóriákba rendezése
Egy adott fogalmat bizonyos szemantikai jellemzők kombinációja határoz meg. Ebben a tekintetben két megközelítés állítható szembe: klasszikus elmélet és prototípus elmélet:

### Klasszikus elmélet
Egy elem akkor és csak akkor tekinthető egy fogalom példájának, ha minden szükséges jellemző megtalálható benne. (pl. négyzet fogalma: 1. zárt forma, 2. négy oldala van, 3. az oldalak egyenlők, 4. a szögek egyenlők) A természetes kategóriáknál már nem lehet ennyire élesen elkülöníteni ezeket, a jellemzőket, hiszen vannak csigák melyeknek házuk van, másoknak nincs – mégis mindegyik ugyanúgy csigának tekinthető, mert igazak rájuk azok a feltételezések, hogy nyálkás a bőrük, zsigerzacskójuk van, puhatestűek…

### Prototípus-elmélet
Wittgenstein a klasszikus elmélet szigorúan meghatározott jellemzői helyett a „családi hasonlóság elvét” javasolta, mert nincsenek a természetes kategóriákban olyan jellegzetes vonások, amelyek a család minden tagjára egyformán igazak lennének. Azaz a prototipikus tagoknak több közös vonásuk van, de nem teljesen egyformák, sőt, igazából kevés az olyan tulajdonság, amely a kategóriákba tartozó dolgok mindegyikére jellemző lenne. A prototípus-elmélet megengedi a tágabb értelemben vett természetes kategóriák alkalmazását. (A zöldség például atipikus zöldség, mert nem hosszúkás, zöld…, mint például általában a zöldségek.)

## A szemantikus emlékezet modelljei
Ezek a modellek azt szemléltetik, hogy a jelenést hordozó szavakból miképp szerveződik nyelvünk, és hogyan vagyunk képesek megérteni egymást.

### Kategóriakereső modellek
Ez a modell kategóriákat feltételez, melyek annál gyorsabban aktiválódnak, minél közelebb állnak egymáshoz (pl. „A pincsi egy kutya” esetében gyorsabb lesz az aktiváció, mint abban az esetben, hogy „A pincsi egy állat.”). Általában a gyorsabb döntések hátterében az áll, hogy egy szemantikus kategória prototipikus példáiról van szó. Ezt azzal magyarázzák, hogy ebben az esetekben gyorsabb a feldolgozás, és a pásztázás a legtipikusabb elemekkel kezdődik.

### Vonás-összehasonlítási modellek
(Smith és mtsai, 1974)
A modell szerint egy fogalom jelentéstartalma különböző szemantikai tulajdonságokból áll össze. Alapvetően két komponens definiál egy fogalmat (pl. macska): a meghatározó jegyek (szőrös, farka van) a kategóriatagsághoz szükségesek, a jellegzetes jegyek (dorombol, puha szőrzet, „9 élet”) pedig a kategória legtöbb elemére jellemzőek lehetnek, de nem feltétlenül szükségesek. Ez a modell jól magyarázza a reakció idő alakulását abban az esetben, amikor arra keresek választ, hogy, a veréb madár-e vagy sem. Ugyanis a prototipikus példák esetében nagyobb lesz az átfedés a kategória és a példa jellemző vonása között.

### Szemantikus hálóelméletek
(Collins, Quillian, 1969)
Alapvető feltételezése az, hogy a fogalmakhoz tulajdonságok asszociálódnak. Az elmélet szerint minden csomópont egy fogalmat takar, amelyek hierarchikusan épülnek egymásra, s mindegyik fogalomhoz bizonyos mennyiségű tulajdonság tartozik. Ez a modell feltételezi a kognitív ökonómiát, mely feltételezés arra utal, hogy a jellemző tulajdonságok, amelyek több fogalomhoz is kapcsolódhatnak, a hierarchia azon csomópontjánál tárolódnak, amelyekre még igazak. Ez a feltételezés a későbbi vizsgálódások (Conrad) során módosult annyiban, hogy a hálózatok kialakításában inkább a logikára támaszkodunk, mintsem a tapasztalatokra.

### Terjedő aktiváció
(Collins, Loftus, 1975)
A szemantikus-hálóelmélet egy átdolgozott változata. A modell egy kevésbé szigorúan strukturált hálózatot feltételez, azaz a szemantikus csomópontok hierarchikus kapcsolódása kevésbé kötött. Másfelől bevezették a szemantikus távolság terminust, amely arra utal, hogy a szorosan kapcsolódó fogalmak egymáshoz közel helyezkednek el a hálózatban, és ez az a távolság az, amely meghatározza, hogy milyen gyorsan tud továbbterjedni az aktiváció az egyik csomópontról a másikra. Ez a modell sokkal rugalmasabb és nagyobb adatbázist feltételez, a kapcsolatok száma a hálózatokon belül is szerteágazóbb, és magába foglalják a „van neki”, „tudom”, „nem tudom”, „az”, „nem az” típusú kapcsolatokat is.

## A szemantikus emlékezet tanulmányozása
A szemantikus emlékezet tanulmányozására alkalmas pszichológia vizsgálatok: asszociációfeladatok (pl.: szabad asszociáció, kategória asszociáció), nyelvem hegyén van feladat (TOT), mondat verifikációs eljárás, kategória verifikációs eljárás, lexikális döntési feladat (szó/nem szó).

## Sémakoncepciók

### Séma fogalma
1932-ben Bartlett „Az emlékezés” c. művében használta először a séma kifejezést. Szerinte az emberek a már meglévő struktúrák (sémák) alapján emlékeznek új dolgokra. Bartlett elképzelése szerint ezek a sémák magukba foglalják az egyén tudását és elvárásait a világ bizonyos aspektusaival kapcsolatban, ezzel segítve az emlékezést.Később a számítógépek fejlődésével a sémakoncepció finomodott; a sémához hasonló új terminusok jelentek meg.

### Forgatókönyvek
(Schank, Abelson, 1977)
Társas életünkben megjelenő sztereotip helyzetekre vonatkozó tudásunk, egyfajta elvárás-készlet, melyek megkönnyítik a gondolkodást ezen helyzetekben; másrészt jóslásokat tehetünk jövőbeli történésekre vonatkozóan.

### Dinamikus memória
(A forgatókönyv elmélet újraértelmezése)
Azon élmények halmaza, amelyek az idő múlásával és a megértési folyamatok során állandóan változnak. Részei: tervek (specifikus elhatározásokat és motivációkat foglalnak magukba), jelenetek (az általános rendszer, melyen belül az aktivitás megvalósul), MSZCS (memóriaszerveződési csomagok), TSZP (tematikus szerveződési pontok, melyek számos részleteikben különböző, de struktúrájukban hasonló helyzet összekapcsolására képesek).

### Közös jellemzők
- A sémáknak változóik vannak

Ezek rögzített információcsomagok, melynek rögzített központi magjuk (p.: vásárlás összepárosul a pénzzel és árucserével) és változóik vannak. Ha a változó nem meghatározott, akkor alapértéket rendelünk hozzá (pl.: ha valaki kávét iszik, hozzárendeljük a hőmérsékletet, azaz feltételezzük, hogy forró kávét iszik).
- A sémák egymásba ágyazódhatnak

Az információk nem zártak, számos ponton összekapcsolódnak (pl.: ha valaki arcára gondolunk, ott van előttünk a szája, orra, …).
- Különböző absztrakciós szinteken képviselik a tudást

A sémákat egyaránt alkalmazhatjuk szűkebb értelemben véve tárgyakra és tágabb értelemben absztrakt fogalmakra.
- A sémák aktív felismerési eszközök

A fogalmak között jelentésbeli összekapcsolódásra törekszik.

## A szemantikus emlékezet neuropszichológiája
A kategória specifikus sérülések a szemantikus emlékezet szerveződésével mutatnak összefüggést. Megemlítendők: agnózia (sérülés a tárggyal kapcsolatos perceptuális szerveződési szinten), afázia (a tárgy jelentésének hozzáférése sérül), tehát ebből következtethetünk a preszemantikus és szemantikus feldolgozás elkülönülésére. Különbséget kell tenni egy adott tárgy jelentése és neve közt. A megnevezés lehet ép az egyik, és károsodott egy másik modalitásban. A gondot nem a név elvesztése, hanem az adott modalitáson belüli hozzáférés nehézsége okozza. A szemantikus és az önéletrajzi emlékezet elkülönülten károsodhat az agysérülésnek megfelelően.